# دهستان میاندامان
میاندامان، دهستانی است از توابع بخش کوهستان شهرستان تنکابن در استان مازندران ایران.

## آبادی‌ها[۳]
۱ـ پرمس ۲ـ چال دره ۳ـ سه گاه ۴ـ مرتع مراد ۵ـ کل لات ۶ـ واپشته ۷ـ آغوزکتی ۸ـ امام زمین ۹ـ پرچین پشته ۱۰ـ پرده سر ۱۱ـ نعیم آباد ۱۲ـ توساکتی ۱۳ـ جیرسرا ۱۴ـ صادق آباد ۱۵ـ خم گردن ۱۶ـ خشکرود ۱۷ـ داربار ۱۸ـ درازلات ۱۹ـ دهگاه ۲۰ـ دهگاه کت ۲۱ـ زردکن ۲۲ـ سلیمان محله ۲۳ـ اسد آباد ۲۴ـ فلکده ۲۵ـ قاشق تراش محله ۲۶ـ گلعلی آباد ۲۷ـ کلاچ پا ۲۸ـ عسگری آباد ۲۹ـ مهدی آباد ۳۰ـ گاوپل ۳۱ـ گرماپشته ۳۲ـ لتاک ۳۳ـ لیره سر ۳۴ـ ولمرود ۳۵ـ هراتبر ۳۶ـ گاورگلو ۳۷ـ قریش ۳۸ـ پرداروم ۳۹ـ جلی ۴۰ـ کلامگاه ۴۱ـ نرگس کتی ۴۲ـ تسکا ۴۳ـ سوای ۴۴ـ ننون ۴۵ـ لشم سرا ۴۶ـ مرتع عزیز ۴۷ـ مرتع کاظم

## جمعیت
این دهستان در بخش کوهستان قرار دارد و بر اساس سرشماری مرکز آمار ایران در سال ۱۳۹۵، جمعیت مجموع آبادی‌های این دهستان ۶٫۲۳۹ نفر ( خانوار) می‌باشد.